# Октябрьский сельсовет (Октябрьский район, Гомельская область)
Октябрьский сельсовет (бел. Акця́брскі сельсаве́т; до 1938 года — Карпиловский) — административная единица на территории Октябрьского района Гомельской области Республики Беларусь. Административный центр — городской посёлок Октябрьский (не входит в состав сельсовета).

## История
Образован 20 августа 1924 года как Карпиловский сельсовет в составе Глусского района Бобруйского округа БССР. Центр— деревня Карпиловка.
После упразднения окружной системы 26 июля 1930 года в Глусском районе БССР. 
С 20 февраля 1938 года в Глусском районе Полесской области. 
В 1938 году переименован в Октябрьский. 
20 ноября 1938 года разделён на Октябрьский и Новодубровский сельсоветы. 
С 28 июня 1939 года в составе новообразованного Октябрьского района Полесской области, с 20 сентября 1944 года — Бобруйской области, с 8 января 1954 года — Гомельской области.
Деревня Колбик была сожжена в апреле 1942 году, убито 14 жителей (из довоенных 29). Во время карательной операции в апреле 1942 года в деревне Перекалье гитлеровцы убили 76 жителей и сожгли деревню (27 дворов). После войны деревни не возродились. В 1964-1965-х гг. были установлены памятники сожженным жителям Колбика и Перекалья.
В феврале 1942 года во время операции в деревне Вежин гитлеровцы уничтожили 70 жителей и сожгли деревню (30 дворов). После войны не возродилась.
16 июля 1954 года к сельсовету присоединена территория упраздненного Новодубровского сельсовета. 
С 25 декабря 1962 года в Светлогорском районе. С 30 июля 1966 года в восстановленном Октябрьском районе. 
28 июля 1971 года упразднён хутор Вятер, 29 августа 1974 года — посёлок Забозье. 
На 1 января 1974 года в составе сельсовета 19 населённых пунктов. 
20 июня 1985 года в состав сельсовета из Протасовского сельсовета переданы 3 населённых пункта (деревни Оземля, Ратмировичи и посёлок Ратмиров). 
13 ноября 1987 года упразднён хутор Булец.

## Состав
Октябрьский сельсовет включает 19 населённых пунктов:
- Булков — деревня.
- Бумажково — посёлок.
- Залесье — деревня.
- Затишье — деревня.
- Ковали — деревня.
- Ковали — посёлок.
- Лавстыки — деревня.
- Лески — деревня.
- Малын — деревня.
- Новая Дуброва — деревня.
- Новые Завалёны — деревня.
- Оземля — деревня.
- Рабкор — посёлок.
- Ратмиров — посёлок.
- Ратмировичи — деревня.
- Смыковичи — деревня.
- Старая Дуброва — деревня.
- Старые Завалены — деревня.
- Шкава — деревня.

Упразднённые населённые пункты:
- Вежин — деревня[2]
- Булец — хутор[8]
- Вятер — хутор[4]
- Забозье — посёлок[5]
- Колбик — деревня[9].
- Перекалье — деревня[1][9].

## Культура
- Музей "Чароўны скарб" в д. Ковали
- Культурно-этнографический центр "Яўхiмаў Рог" в п. Ратмиров

## Достопримечательность
- Обелиск на месте сожжения в деревне Колбик в марте 1942 году 30 мирных граждан немецко-фашистскими захватчиками (№ воинского захоронения 8410)[10].
- Обелиск мирным гражданам, сожжённым в деревне Перекалье немецко-фашистскими захватчиками в апреле 1942 года (№ воинского захоронения 8412)[10].
- Обелиск на месте деревни Вежин, сожжённой немецко-фашистскими захватчиками в марте 1942 году (№ воинского захоронения 8414)[10].